# Hochfirstturm
Der Hochfirstturm ist ein stählerner Aussichtsturm auf dem Hochfirst, einem 1196,9 m ü. NHN hohen bewaldeten Berg im Südschwarzwald bei Titisee-Neustadt im baden-württembergischen Landkreis Breisgau-Hochschwarzwald.

## Geographische Lage
Der Hochfirstturm steht am Gipfel des Hochfirsts auf der Gemarkung des rund 1 km südlich gelegenen heilklimatischen Kurorts Saig, einem Ortsteil der Gemeinde Lenzkirch. Etwa 2,5 km westlich des Turms liegt die Gemeinde Titisee mit dem gleichnamigen Titisee und 2,5 km nordöstlich Neustadt, beide Ortsteile der Stadt Titisee-Neustadt. Von den genannten drei Orten führen Wanderwege, von Neustadt aus auch eine befestigte Straße auf den Berg. Unweit des Turms steht das Berggasthaus Hochfirst.

## Aufbau und Nutzung
Der 1890 auf Initiative des Schwarzwaldvereins Neustadt von der Benrather Firma H. August Flender in Stahlfachwerkbauweise errichtete Hochfirstturm ist 25 Meter hoch und zusätzlich durch Pardunen abgespannt. Er steht auf einem Natursteinsockel, der ursprünglich von einem 1888 errichteten und 1890 durch einen Orkan zerstörten Holzturm stammt. Als bauliche Besonderheit verfügt der Turm über eine mit Wellblech ummantelte doppelte Wendeltreppe mit getrenntem Auf- und Abgang. Seit 1989 steht er unter Denkmalschutz.
Von Mai 2014 bis März 2015 war die am Turmkopf angebrachte runde Aussichtsplattform wegen statischer Probleme gesperrt. Anfang 2018 wurde bekannt, dass die Antennen auf dem Turm für Besucher eine zu hohe Strahlenbelastung darstellen. Daher wurde der Turm für Besucher geschlossen, aber Ende April desselben Jahres nach erneuten Messungen wiedereröffnet.
Der Hochfirstturm trägt heute auch Sendeantennen für Richtfunk und Mobilfunk.

## Frequenzen und Programme

### Analoger Hörfunk (UKW)
| Frequenz (MHz) | Programm | RDS PS   | RDS PI | Regionalisierung | ERP (kW) | Antennendiagramm rund (ND)/gerichtet (D) | Polarisation horizontal (H)/vertikal (V) |
| -------------- | -------- | -------- | ------ | ---------------- | -------- | ---------------------------------------- | ---------------------------------------- |
| 106,6          | baden.fm | baden.fm | 1702   | –                | 0,25     | D (280°–70°)                             | H                                        |

### Analoges Fernsehen (PAL)
Vor der Umstellung auf DVB-T diente der Sendestandort auch für analoges Fernsehen:
| Kanal | Frequenz (MHz) | Programm                        | ERP (kW) | Sendediagramm rund (ND)/ gerichtet (D) | Polarisation horizontal (H)/ vertikal (V) |
| ----- | -------------- | ------------------------------- | -------- | -------------------------------------- | ----------------------------------------- |
| 10    | 210,25         | Das Erste (SWR)                 | 0,005    | D                                      | H                                         |
| 25    | 503,25         | ZDF                             | 0,06     | D                                      | H                                         |
| 54    | 735,25         | SWR Fernsehen Baden-Württemberg | 0,06     | D                                      | H                                         |